# Nicolaus Fuss
Nicolaus (von) Fuss, född 29 januari 1755 i Basel, död 4 januari 1826 i Sankt Petersburg, var en schweizisk matematiker.
Fuss blev 1776 adjunkt och 1784 ledamot av ryska Vetenskapsakademien (vars ständige sekreterare han var från 1820) samt professor vid ryska kadettskolan och 1797 professor vid marinkåren. Han var ledamot av svenska Vetenskapsakademien (från 1797) och Vetenskapssocieteten i Uppsala. Han inlade stor förtjänst om ordnandet av Rysslands högre undervisningsväsen. Hans många vetenskapliga avhandlingar berör olika grenar av teoretisk och tillämpad matematik samt astronomi liksom bank- och försäkringsväsendet.
Asteroiden 4778 Fuss är uppkallad efter honom.